# سنة اجتماعية تطوعية
السّنة الاجتماعيّة التطوعيّة (بالألمانية: Freiwilliges Soziales Jahr) (اختصارًا: FSJ) في ألمانيا ، وأقل بكثير في النمسا ، هي برنامج عمل تطوعي تموله الحكومة وخاصة للشباب، يمكن أن يستمر من ستة إلى ثمانية عشر شهرًا، كما يتم قضائها في الخارج.

## ألمانيا

### التاريخ
تطور عام التطوع الإجتماعي من «السنة الشماسية» التي نظمتها الكنيسة البروتستانتية والكاثوليكية لأول مرة في عام 1954، كان النداء للتطوع موجهًا إلى الشابات اللاتي سيقدمن الخدمة للمرضى والمحتاجين للرعاية.
في عام 1962 بدأ جيرترود روكيرت «خدمة فيلاديلفك» أرادت تقديم عام تطوعي إجتماعي لخريجات المدارس الثانوية قبل أن يبدأن في الدراسة من أجل التوجيه الشخصي والمهني. في ذلك الوقت كان مفهومًا جديدًا تمامًا ورائدًا للعام التطوعي الإجتماعي، والذي تم ترسيخه قانونيًا في ألمانيا.
حتى تعليق التجنيد الإجباري للخدمة العسكرية وبالتالي للخدمة البديلة في عام 2011، تم الاعتراف أيضًا بالعام التطوعي الإجتماعي كبديل للخدمة العسكرية في ألمانيا.

### الأساس القانوني

#### المدة الزمنية
تتراوح مدة التطوع في FSJ بين 6 و 18 شهرًا كحد أقصى، في حالات استثنائية يمكن أن تستمر الخدمة لمدة تصل إلى 24 شهرًا، إذا كان ذلك مبررًا بمفهوم تعليمي خاص. إذا تم إكمال العام التطوعي الإجتماعي مبدئيًا لمدة تقل عن 18 شهرًا فيمكن تمديدها إلى 15 شهرًا (في حالة النشر في ألمانيا) بموافقة مزود FSJ ، يمكن أيضًا إكمال العام التطوعي الإجتماعي في الخارج.
تكون أوقات البدء عادة بين أغسطس وأكتوبر من كل عام، يقدم بعض الحمالين خيار الدخول الجانبي.

#### التدريب
يلتزم مقدمو العام التطوعي الإجتماعي بتزويد المتطوعين بما لا يقل عن 25 يومًا تدريبًا خلال خدمة مدتها 12 شهرًا، اعتمادًا على الوقت الذي يقضيه في الخدمة التطوعية، من الممكن أيضًا إكمال أيام تدريب أكثر أو أقل وفقًا لقانون الخدمة التطوعية، يلتزم المتطوعون بالمشاركة في أيام التدريب.

#### توفير الضمان الإجتماعي والتقاعد
يحصل متطوعو FSJ على تأمين اجتماعي كامل وفقًا للقانون الاجتماعي الرابع، تدفع الوكالة (أو مكان التعيين) التكاليف الكاملة للتأمين الاجتماعي (أسهم الموظف وصاحب العمل). يؤخذ وقت العام التطوعي الإجتماعي في الإعتبار لصندوق التقاعد (تأمين المعاش الإجباري) يتمتع المتطوعون بوضع قانوني مماثل للمتدربين.

#### تشريع جديد
منذ 1 يونيو 2008  تم دمج اللوائح القانونية مع تلك الخاصة بالسنة البيئية التطوعية في مشروع قانون جديد للخدمات التطوعية للشباب.

### فروع FSJ
هناك مناطق عمليات مختلفة وتنقسم الخدمات إلى فروع مختلفة:
- مدرسة FSJ: FSJ للمدارس.
- رياضة FSJ im : FSJ  للرياضة.
- FSJ in der kultur:[7] للمشاركة الثقافية.
- FSJ im sozialen bereich :  للرعاية الإجتماعية.

### مناطق العمليات
المجالات التشغيلية لمتطوعي FSJ كلها اجتماعية أو خيرية أو ذات منفعة عامة:
- خدمات لذوي الإحتياجات الخاصة.
- المستشفيات.
- دور رعاية.
- دور الحضانة.
- الحفاظ على المعالم التاريخية.
- خدمات متنقلة.
- خدمات رعاية الشباب.
- مجتمعات الكنيسة.
- الخدمات الطبية الطارئة.
- بيوت الأطفال.
- بيوت المسنين.

### متطوعون في FSJ
عدد متطوعي العام التطوعي الإجتماعي:
- 2017 (اعتبارًا من 1 ديسمبر 2017): النساء: 35.065، الرجال: 1854 198، المجموع: 54919، في الخارج: 12 .
- 2018 (اعتبارًا من 1 ديسمبر 2018): النساء: 35301، الرجال: 198616، المجموع: 54917، في الخارج: 20 .
- 2019 (اعتبارًا من 1 ديسمبر 2019): النساء: 33518، الرجال: 773 18، جنس ثالث / متنوع: 187، المجموع: 52478، في الخارج: 13 .

## النمسا
العام التطوعي الإجتماعي في النمسا يشبه إلى حد بعيد FSJ في ألمانيا، منذ عام 1968 يتم تنظيم FSJ من قبل «جمعية تعزيز الخدمات الإجتماعية التطوعية» ويتم تنظيمها قانونيًا في قانون التطوع. الجمعية مقرها في فيينا وأمانتها في لينز، تقع المكاتب الإقليمية في في غراتس وو فيينا وإنسبروك وو سالزبورغ. 

### عام التطوع الإجتماعي المنتظم
يمكن للشباب التطوع في FSJ لمدة عشرة إلى اثني عشر شهرًا في مؤسسة اجتماعية في النمسا، مجالات المسؤوليات هي مساعدة الأشخاص ذوي الإعاقة وكبار السن والأطفال أو الشباب أو العمل مع المشردين على التوالي. وقت عمل المتطوعين 34 ساعة في الأسبوع، في حين كان هناك حوالي 300-400 متطوع في FSJ في عام 2012، في عام 2020 تم تسجيل حوالي 1100 متطوع.
بسبب التجنيد الحالي للخدمة العسكرية في القوات المسلحة النمساوية، فإن السنة الاجتماعية التطوعية هي بديل للخدمة البديلة العادية.

### عام التطوع الإجتماعي الخاص
على غرار «الخدمة المدنية البديلة الخاصة» في أوقات الأزمات أو حالات الطوارئيمكن للرجال والنساء التطوع مرة أخرى في «العام التطوعي الإجتماعي الخاص»، إذا أكملوا بالفعل سنة اجتماعية تطوعية منتظمة يمكن أن يستمر هذا FSH الخاص لمدة شهر إلى تسعة أشهر، تتوافق ساعات العمل والوظائف ومصروف الجيب والتأمين مع شروط FSJ العادية. في عام 2020  بسبب جائحة COVID-19 تم تفعيل «FSJ الخاص» وسوف يستمر حتى 31 ديسمبر 2020. 